# Jimmy Barnes
Jimmy Barnes, pseudonimo di James Dixon Swan (Glasgow, 28 aprile 1956), è un cantante, chitarrista e compositore britannico naturalizzato australiano.

## Biografia
Nato in Scozia ma trasferitosi in Australia all'età di 4 anni, iniziò la sua carriera musicale come cantante nella rock band Cold Chisel per proseguire come solista, divenendo uno degli artisti più celebri e di maggiore successo nelle classifiche australiane. Ottenne 14 piazzamenti nella top 40 degli album in Australia con i Cold Chisel e 13 piazzamenti con dischi solisti, tra cui 9 piazzamenti alla numero 1.

## Vita privata
Ha cinque figli: dal primo matrimonio è nato il cantante David Campbell, mentre con la seconda e attuale moglie ha messo al mondo tre femmine e l'altro figlio maschio, il batterista Jackie Barnes. È buddhista.

## Discografia da solista

### Album in studio
- 1984 - Bodyswerve (Mushroom)
- 1985 - For the Working Class Man (Mushroom)
- 1987 - Freight Train Heart (Mushroom)
- 1990 - Two Fires (Mushroom)
- 1991 - Soul Deep (Mushroom)
- 1993 - Heat (Mushroom)
- 1993 - Flesh and Wood (Mushroom)
- 1995 - Psyclone (Mushroom)
- 1999 - Love and Fear (Mushroom)
- 2000 - Soul Deeper... Songs from the Deep South (Liberation Music)
- 2005 - Double Happiness (Liberation Music)
- 2007 - Out in the Blue (Liberation Music)
- 2009 - The Rhythm and the Blues (Liberation Music)
- 2010 - Rage and Ruin (Liberation Music)
- 2014 - 30:30 Hindsight (Liberation Music)
- 2016 - Soul Searchin' (Liberation Music)
- 2017 - Och Aye the G'nu (con The Wiggles) (ABC Music)
- 2019 - My Criminal Record (Bloodlines)
- 2021 - Flesh and Blood (Bloodlines)
- 2022 - Blue Christmas (Bloodlines)

### Colonne sonore
- 2018 - Working Class Boy (Bloodlines)

### Album dal vivo
- 1988 - Barnestorming (Mushroom)
- 2001 - Raw (Mushroom Records / Thompson Music P/L)
- 2002 - Live (Unplugged) at the Chapel (Liberation Music)
- 2004 - Ride the Night Away - Live Shepherds Bush Empire 2001 (Pinnacle Records/Thompson Music P/L)
- 2006 - Live at Lizottes (Liberation Music)
- 2006 - Live in London!! August '06 (Liberation Music)
- 2006 - Live in Concert!!
- 2008 - Live at the Syndey Opera House - Max Sessions (Liberation Music)
- 2008 - Live at the Playroom '84 (Liberation Music)
- 2009 - Live at the Enmore (Liberation Music)
- 2019 - Modus Operandi (Bloodlines)

### Raccolte
- 1996 - Barnes Hits Anthology (Mushroom)
- 2003 - The Soul Sessions (Liberation Music)
- 2006 - In the Heat of the Night (Liberation Music)
- 2007 - JB50 (Liberation Music)
- 2015 - Best of the Soul Years (Liberation Music)

- 2016 - Soul Searchin: 7in Singles Box (Liberation Music)

### Singoli
- 1984 - No Second Prize
- 1984 - Promise Me You'll Call
- 1985 - Daylight
- 1985 - I'd Die to Be with You Tonight
- 1985 - Working Class Man
- 1986 - Ride the Night Away
- 1986 - Good Time (INXS e Jimmy Barnes)
- 1987 - Too Much Ain't Enough Love
- 1988 - Driving Wheels
- 1988 - I'm Still on Your Side
- 1988 - Waitin' for the Heartache
- 1988 - When a Man Loves a Woman (live)
- 1989 - Last Frontier (live)
- 1990 - Lay Down Your Guns
- 1990 - Let's Make It Last All Night
- 1990 - Little Darling
- 1991 - When Your Love Is Gone
- 1991 - Love Is Enough
- 1991 - I Gotcha
- 1991 - When Something Is Wrong with My Baby (Jimmy Barnes e John Farnham)
- 1992 - Ain't No Mountain High Enough
- 1992 - (Simply) The Best (Tina Turner e Jimmy Barnes)
- 1993 - Sweat It Out
- 1993 - Stand Up
- 1993 - Stone Cold
- 1993 - Right by Your Side
- 1993 - The Weight (Jimmy Barnes e The Badlovers)
- 1994 - You Can't Make Love without a Soul
- 1994 - Still Got a Long Way to Go (Jimmy Barnes e Diesel)
- 1994 - It Will Be Alright
- 1995 - Change of Heart
- 1995 - Come Undone (versione solista o con The Pilgrims)
- 1995 - Every Beat
- 1996 - Lover Lover
- 1997 - Never Give You Up/Tear My Heart Out/(Your Love Keeps Lifting Me) Higher and Higher
- 1999 - Love and Hate
- 1999 - Thankful for the Rain
- 2000 - Chain of Fools
- 2000 - Land of 1000 Dances/To Love Somebody
- 2002 - Higher (Jimmy Barnes e Gary Pinto)
- 2005 - Sit on My Knee (Jimmy Barnes e Dallas Crane)
- 2005 - Gonna Take Some Time (Jimmy Barnes e Mahalia Barnes)
- 2006 - Bird on a Wire (Jimmy Barnes e Troy Cassar-Daley e Bella)
- 2006 - Out of Time (Jimmy Barnes e Tim Rogers)
- 2007 - Out in the Blue
- 2007 - Better Off Alone
- 2007 - Out in the Blue (live)
- 2008 - Blue Hotel
- 2008 - I Can't Tell You Why
- 2008 - You've Lost That Lovin' Feelin' (David Campbell e Jimmy Barnes)
- 2009 - Red Hot/A Fool in Love
- 2010 - That's How It Is (When You're in Love)
- 2010 - Before the Devil Knows You're Dead
- 2010 - God or Money
- 2011 - Largs Pier Hotel
- 2014 - Lay Down Your Guns (feat. The Living End)
- 2014 - I'd Die to Be with You Tonight (feat. Diesel)
- 2016 - Who Was I Foolin'? (con Lachy Doley)
- 2019 - My Criminal Record
- 2019 - Shutting Down Our Town
- 2019 - I Won't Let You Down
- 2020 - Killing Time (con Australian Champer Orchestra)
- 2020 - Silent Night
- 2021 - Flesh and Blood
- 2021 - You Ain't Goin' Nowhere (con Paul Field)
- 2021 - Til the Next Time
- 2021 - Gateway to Your Heart
- 2021 - Around in Circles
- 2022 - Soothe Me (feat. Sam Moore)
- 2022 - Do You Love Me (feat. John Teskey)
- 2022 - Blue Christmas

Come artista ospite
- 2017 - Big Enough (Kirin J. Callinan feat. Alex Cameron, Molly Lewis e Jimmy Barnes)